# Norrlandshumör
Norrlandshumör – Skisser är en samling folklivsskildringar av Alfhild Agrell, utgiven 1910 på bokförlaget Wahlström & Widstrand. Samlingen utgjorde en del i förlagets serie "kronböcker". Den bestod av ett urval av Agrells tidigare publicerade berättelser.

## Utgåvor
- Norrlandshumör: skisser. W.W:s kronböcker ; 53. Stockholm: Wahlström & Widstrand. 1910. Libris 1474049